# الخيام (موقع أثري)
الخيام موقع أثري بالقرب من وادي خريتون في صحراء يهودا في الضفة الغربية، على شواطئ البحر الميت.

## الاكتشافات
تُظهر الاكتشافات الأثرية في الخيام سكنًا مستمرًا تقريبًا من قبل مجموعات من الصيادين منذ العصر الحجري المتوسط وأوائل العصر الحجري الحديث. الفترة الخيامية (حوالي 10000-9500 قبل الميلاد)، التي سميت بهذا الموقع، تتميز برؤوس سهام من حجر الصوان تُعرف الآن باسم «أسلات الخيام».
نُقب عن الخيام لأول مرة بواسطة رينيه نوفيل [الفرنسية] في عام 1934، من قبل جان بيرو في عام 1951 غونزاليس إشيرغاري [الإسبانية] في عام 1961.

## معرض الصور

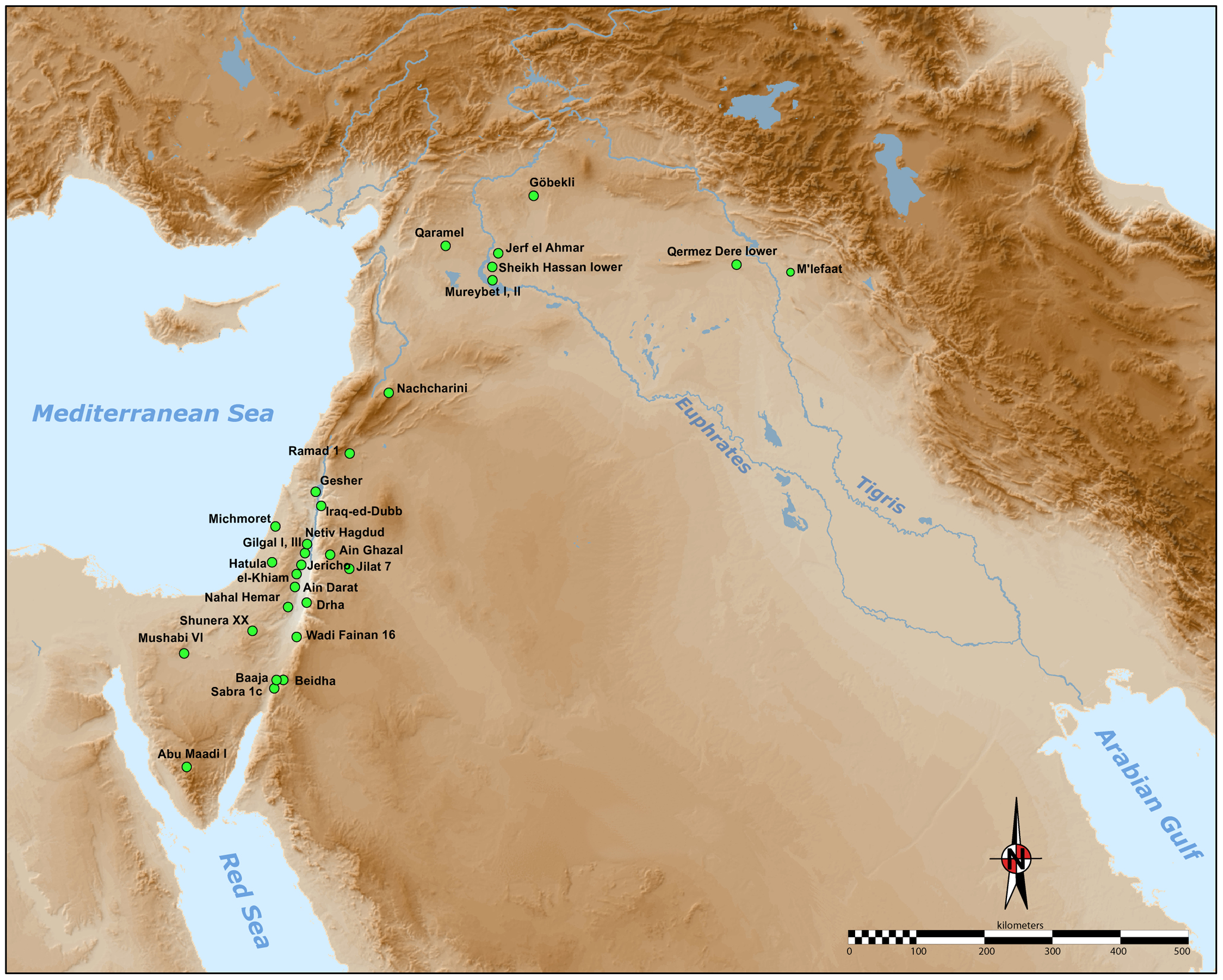
خريطة المواقع الشامية مع أسلات الخيام
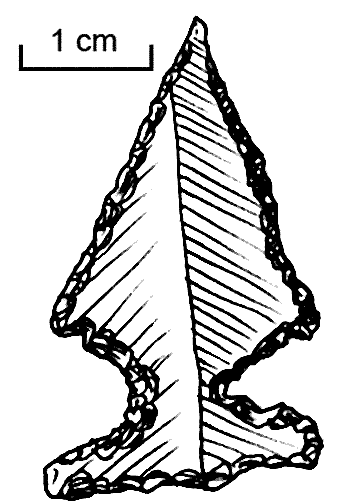
أسلة خيامية دقيقة، وجدت لأول مرة في الخيام.
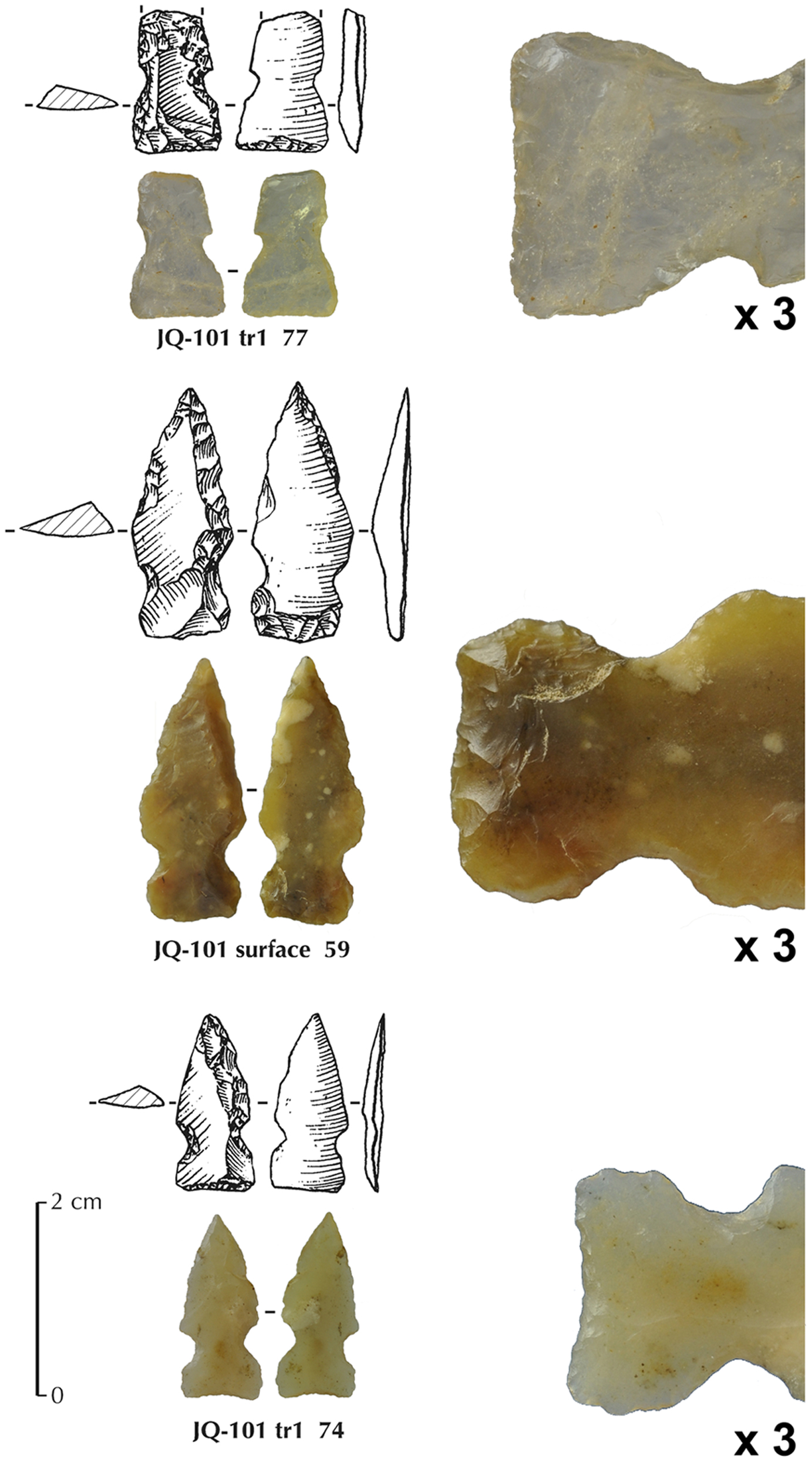
ثلاث أسلات خيامية.